# Ấn Độ giáo ở Bangladesh
Ấn Độ giáo là đảng phái tôn giáo lớn thứ hai ở Cộng hòa Nhân dân Bangladesh, theo điều tra dân số Bangladesh năm 2011, khoảng 12,73 triệu người trả lời rằng họ là người theo đạo Hindu, chiếm 8,5% trong tổng số 149,7 triệu dân số. Về dân số, Bangladesh là quốc gia có dân số theo đạo Hindu lớn thứ ba trên thế giới, chỉ sau Ấn Độ và Nepal.